# ボーン・オン・ザ・バイヨー
「ボーン・オン・ザ・バイヨー」（Born on the Bayou）は、クリーデンス・クリアウォーター・リバイバルが1969年に発表した楽曲。

## 概要
ジョン・フォガティはカリフォルニア州バークレーに生まれ、10代から同州コントラコスタ郡エルサリートで育った。合衆国南部には住んだこともなく、広く旅をしたこともなかった。にもかかわらず彼は南部を舞台にした曲を書き上げた。1970年にラジオ・ドキュメンタリー番組『ポップ・クロニクルズ』に出演した際、フォガティは次のように語っている。
1968年後半にロサンゼルスのRCAスタジオで録音された。アンプによるトレモロが強くかけられたギターを特徴とする。フォガティが使用したギターはギブソンのES-175。
1969年1月5日発売の2枚目のスタジオ『Bayou Country』に収録（日本語の表記は「バイヨー・カントリー」）。同月にシングルカットされた「プラウド・メアリー」のB面に収録された。アルバム・バージョンは5分10秒。シングル・バージョンは3分50秒に縮められている。
同年8月のウッドストック・フェスティバルでの公演で本作品も演奏された。
2008年12月に『Bayou Country』の40周年記念エディション盤が発売。1971年9月28日にロイヤル・アルバート・ホールで行われたコンサートでのライブ・バージョンが収録された。

## カバー・バージョン
- リトル・リチャード - 1971年のアルバム『King of Rock and Roll』に収録。
- アル・ウィルソン - 1972年のシングル。
- ドレッド・ツェッペリン - 1996年のアルバム『The Fun Sessions - Tortelvis Sings the Classics』に収録。
- エタ・ジェイムズ - 2000年のアルバム『Matriarch of the Blues』に収録。
- フー・ファイターズ - 2005年のシングル「Resolve」に収録。